# Бич 90-я улица (линия Рокавей, Ай-эн-ди)
|   |   |   |   |
| · | · | · | · |

|   |   |   |   |
| · | · | · | · |

«Бич 90-я улица» (англ. Beach 90th Street) — станция Нью-Йоркского метрополитена, расположенная на линии Рокавей, Ай-эн-ди. Станция находится в Куинсе, в округе Рокавей-Бич, на пересечении Бич 90-й улицы и Рокавей-Фривей. На станции останавливаются маршруты A (часть рейсов в часы пик в пиковом направлении) и S (челнок Рокавей-парка, круглосуточно).
Станция имеет эстакадное расположение, представляет собой два пути и две боковые платформы. Станция отделана в бежевых тонах. Её ограждают стандартные железные стены. Имеются деревянные навесы в западной половине каждой из платформ. На платформах нет скамеек. Имеется единственный выход, приводящий к перекрёстку Бич 90-й улицы и Рокавей-Фривей. Раньше южная платформа имела ещё один выход, ныне разобранный.
Станция первоначально была открыта в составе пригородной железной дороги LIRR, была наземной. В 1941 году станцию закрыли и поместили на эстакаду. Но эта эстакадная станция так и не была открыта в составе LIRR. В 1955 году её приобрела компания МТА, управляющая метрополитеном. Линия была переоборудована для движения метропоездов. В составе Нью-Йоркского метрополитена станция открылась 28 июня 1956 года.
Раньше название станции было несколько другим — Beach 90th Street — Holland. Добавка Holland была добавлена к названию станции в честь Майкла Холланда, который осваивал эти края до постройки железной дороги. Добавку убрали в 2007 году.
К востоку от станции расположен Хаммельский треугольник: оба пути поворачивают на север, и кроме того от них ответвляется путь, соединяющий эту ветку линии, западную, с восточной. Этот путь иногда используется для временной организации движения при ремонте путей к северу от треугольника.
Все станции метрополитена в целях безопасности были закрыты в ночь с 29 на 30 октября 2012 года из-за приближавшегося к Нью-Йорку урагана «Сэнди». Эта станция находится в районе, наиболее подвергшемся разрушению. После урагана пути и станция оказались в полуразрушенном состоянии. Вся линия Рокавей, Ай-эн-ди была закрыта. Станция была открыта спустя месяц в качестве конечной на участке до Фар-Рокавей — Мотт-авеню (через соединительный путь). 30 мая 2013 года восстановлено движение по стандартной схеме.